# Berjosowka (Krasnojarsk)
Berjosowka (russisch Берёзовка) ist eine Siedlung städtischen Typs in der Region Krasnojarsk (Russland) mit 20.887 Einwohnern (Stand 14. Oktober 2010).

## Geographie
Die Siedlung liegt am Fuße der nördlichen Ausläufer des Sajangebirges, gut 15 Kilometer östlich des Zentrums der Regionshauptstadt Krasnojarsk am rechten Ufer des Jenissei, bei der Einmündung des Baches Berjosowka. Der Ort geht praktisch nahtlos in die Industriegebiete am Südostrand der Großstadt über. 
Berjosowka ist Verwaltungszentrum des gleichnamigen Rajons Berjosowka.

## Geschichte
Die Geschichte des Ortes beginnt mit der Gründung des Mariä-Tempelgang-Männerklosters (Введенский монастырь/Wwedenski monastyr) mit „Armenhaus“ für kranke oder verwundete Kosaken 1639, nur wenige Jahre nach der Gründung von Krasnojarsk. 1678 wird ein Dorf erwähnt.
1768 wurde das Kloster geschlossen, aber das Dorf entwickelte sich weiter. 1821 wurde eine steinerne Kirche errichtet. Ab 1840 gab es hier eine Fährverbindung über den Jenissei im Verlauf des Sibirischen Trakts.
Mit dem schnellen Wachstum der Stadt Krasnojarsk nach 1945 entwickelte sich auch Berjosowka zu einem größeren Versorgungs- und Wohnvorort der Stadt. 1966 erhielt der Ort den Status einer Siedlung städtischen Typs, gehörte aber weiterhin zum Rajon Jemeljanowo, der praktisch das gesamte Umland der Stadt Krasnojarsk umfasste. 1983 wurden die Gebiete rechts des Jenissei als eigenständiger Rajon ausgegliedert und Berjosowka zu dessen Verwaltungszentrum.

### Bevölkerungsentwicklung
| Jahr | Einwohner |
| ---- | --------- |
| 1939 | 993       |
| 1959 | 3.174     |
| 1970 | 15.526    |
| 1979 | 17.465    |
| 1989 | 20.766    |
| 2002 | 21.346    |
| 2010 | 20.887    |

Anmerkung: Volkszählungsdaten

## Kultur und Sehenswürdigkeiten
Unmittelbar östlich an den Ort schließt sich das Kiefernwaldgebiet Berjosowski Bor an, das der Naherholung dient.

## Wirtschaft und Infrastruktur
In Berjosowka gibt es Betriebe der Baustoffwirtschaft (Förderung von Kies und Sand), der Landwirtschaft (Intensivhaltung von Geflügel und Rindern) und Lebensmittelindustrie (Großbäckerei) sowie der holzverarbeitenden und Leichtindustrie.
Südwestlich der Siedlung führt die Transsibirische Eisenbahn (Transsib) vorbei, die sich hier von ihrem Verlauf ab der Jenisseibrücke parallel zum Fluss abwendet, und in südliche Richtung das Tal des Flüsschens Berjosowka aufwärts führt. Auf der Strecke besteht Vorortzugverbindung von Krasnojarsk nach Berjosowka (Haltepunkt Sady, Streckenkilometer 4121); außerdem verkehren Stadtbusse. Von den unweit gelegenen Transsib-Bahnhöfen Basaicha und Sykowo zweigen am Rande Berjosowkas die Zweigstrecke in die nordöstlich gelegene „Geschlossene Stadt“ Schelesnogorsk sowie die nördliche Güterumgehungsstrecke um Krasnojarsk ab.
Durch Berjosowka führt die Fernstraße M53 Nowosibirsk–Irkutsk, Teil der transkontinentalen Straßenverbindung. Eine neuere Umgehungsstraße führt östlich und nördlich am Jenisseiufer an der Siedlung vorbei.
Am Jenissei befindet sich eine Schiffsanlegestelle.